# بیا شنا کنیم
بیا شنا کنیم (به انگلیسی: Come Swim) یک فیلم کوتاه در سبک درام به کارگردانی کریستن استوارت است. این فیلم برای نمایش در رویدادهای هفتادمین سالگرد جشنواره کن انتخاب شد.